# Michel plays Petrucciani
Albums de Michel Petrucciani
Power of Three
(1986) Music
(1989)
Michel plays Petrucciani est un album du pianiste français de jazz Michel Petrucciani sorti en 1987 sur le label Blue Note.

## Titres
Toute la musique est composée par Michel Petrucciani.
| No | Titre                          | Durée |
| -- | ------------------------------ | ----- |
| 1. | She Did It Again               | 4:03  |
| 2. | One For Us                     | 5:09  |
| 3. | Sahara                         | 4:14  |
| 4. | 13th                           | 4:05  |
| 5. | Mr. K.J.                       | 4:19  |
| 6. | One Night At Ken And Jessica's | 3:08  |
| 7. | It's A Dance                   | 6:16  |
| 8. | La Champagne                   | 6:14  |
| 9. | Brazilian Suite                | 6:24  |

## Musiciens
- Michel Petrucciani - piano
- John Abercrombie : guitare
- Gary Peacock - contrebasse, pistes 1 à 5
- Roy Haynes - batterie, pistes 1 à 5
- Eddie Gomez - contrebasse, pistes 6 à 9
- Al Foster - batterie, pistes 6 à 9